# Ауґустово (Млавський повіт)
Ауґустово (пол. Augustowo) — село в Польщі, у гміні Стшеґово Млавського повіту Мазовецького воєводства.
Населення — 67 осіб (2011).
У 1975-1998 роках село належало до Цехановського воєводства.

## Демографія
Демографічна структура станом на 31 березня 2011 року:
|          | Загалом | Допрацездатний вік | Працездатний вік | Постпрацездатний вік |
| -------- | ------- | ------------------ | ---------------- | -------------------- |
| Чоловіки | 38      | 9                  | 24               | 5                    |
| Жінки    | 29      | 6                  | 15               | 8                    |
| Разом    | 67      | 15                 | 39               | 13                   |